# Aloe mzimbana
Aloe mzimbana es una especie del género Aloe. Es originaria de África.

## Características
Aloe mzinbana crece sin tallo o con un pequeño tronco formando grupos densos. Las 20 hojas deltoide-ovadas-lanceoladas forman una densa roseta. Son de color verde grisáceo, con rayas y la lámina mide 20 a 45 cm de largo y 7-8 cm de ancho. Con dientes de color rosa rojizo en el margen de la hoja de  2 a 4 milímetros de largo y con de 8 a 10 mm de separación. El jugo seco de la hoja es de color amarillo.
La inflorescencia es simple y alcanza una longitud de 30 y 80 centímetros. Las flores son de color coral rojo escarlata y 35 mm de largo y estrechas en su base.

## Distribución y hábitat
Aloe mzinbana se encuentra  en Tanzania, Zaire, Zambia y Malaui entre las rocas a un altitud de 1280-2300 metros.

## Taxonomía
Aloe mzimbana fue descrita por Verd. & Christian y publicado en Fl. Pl. South Africa 21: 838 1941.
Citología
Tiene un número de cromosomas de 2n = 14.
Etimología
Ver: Aloe
mzimbana: epíteto geográfico que alude a su localización en Malaui a 29 km de Mzimba.